# Coccophagus fletcheri
Coccophagus fletcheri är en stekelart som beskrevs av Howard 1897. Coccophagus fletcheri ingår i släktet Coccophagus och familjen växtlussteklar. Inga underarter finns listade i Catalogue of Life.